# Nuestra Señora del Divino Amor

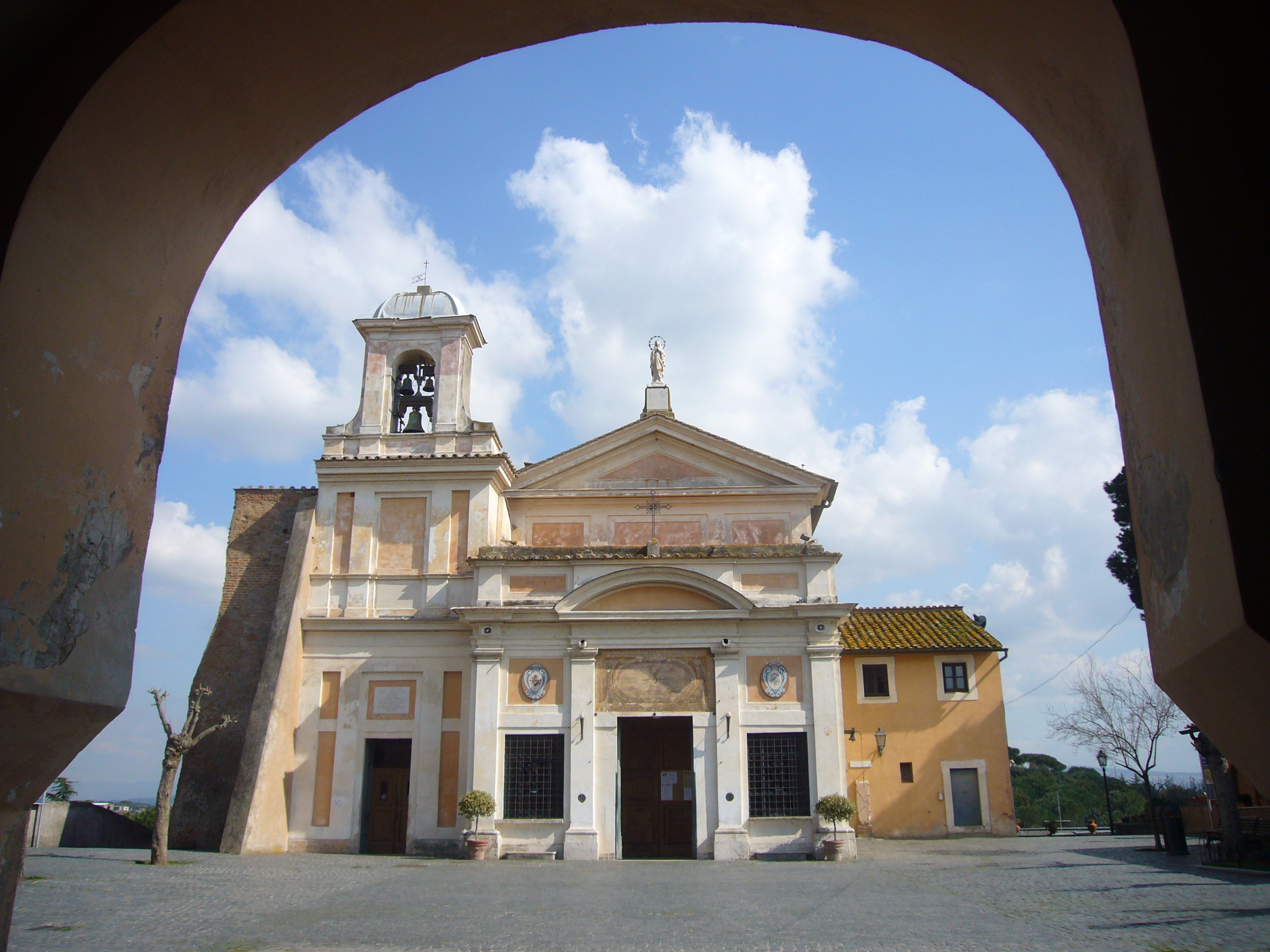
Santuario de Nuestra Señora del Divino Amor en Roma

 Nuestra Señora del Divino Amor  (en latín: Sancte Marie de Divino Amore) es una advocación romana, nombre que se le dio en el siglo XVII a un ícono bizantino de la Virgen y el Niño, que procede de los cristianos medievales. La imagen recibió la coronación canónica el 13 de mayo de 1883. En tiempos contemporáneos, los católicos le atribuyen su intercesión providencial para la liberación de Roma durante la Segunda Guerra Mundial, desde que el papa Pío XII le dio el título de «Salvadora de la ciudad [de Roma]». El icono se encuentra en la Santuario della Madonna del Divino Amore en Roma.

## Historia

### DelsigloXIIIalsigloXX

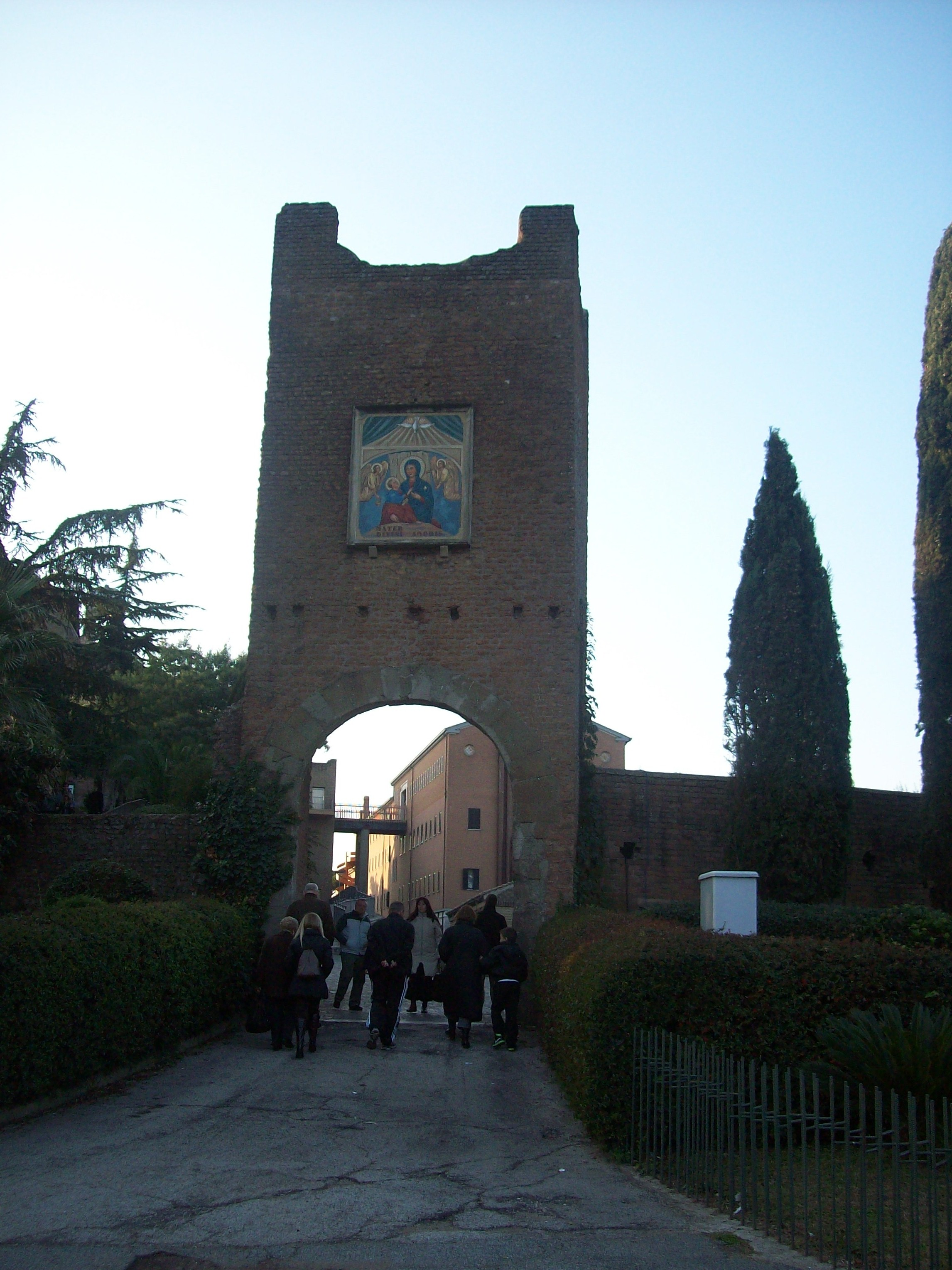
La «torre del milagro»

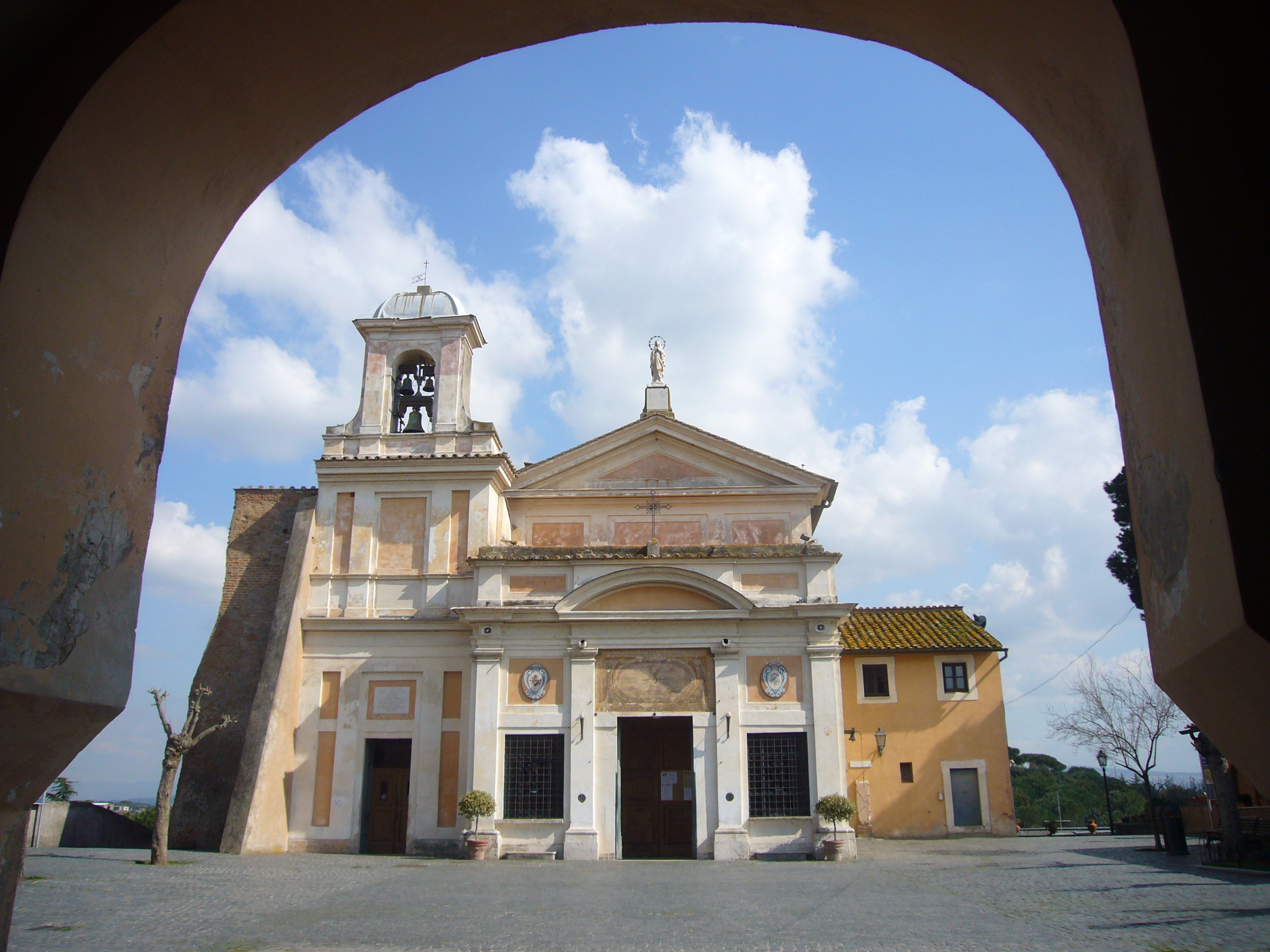
Fachada del antiguo santuario del Divino Amor

El ícono original de Nuestra Señora del Divino Amor se remonta al siglo XIII. En la tierra labrantía romana se levantaba una fortaleza que pertenecía a la familia Savelli-Orsini. Una de sus torres de vigilancia, de nombre Castel di Leva, albergaba este ícono medieval consistente en una imagen de la Virgen y el Niño.
Un 25 de abril de 1740, un peregrino de camino a Roma fue atacado por una jauría de perros salvajes en las cercanías de la torre. El peregrino habría clamado por ayuda a la Virgen. El hecho de que la jauría se apaciguara y se retirara fue interpretado por los creyentes católicos como providencial por intercesión de la Virgen María. El 5 de septiembre del mismo año, la imagen fue trasladada a la finca llamada «La Falconiana» y se la colocó en una pequeña capilla dedicada a Santa María de los Magos. En abril de 1745, el ícono fue llevado nuevamente al castillo y ubicado en una iglesia consagrada en 1950 por el cardenal Carlo Rezzonico —más tarde conocido como Clemente XIII—. La imagen recibió la coronación canónica el 13 de mayo de 1883.
En 1930 se designó rector del santuario a Umberto Terenzi. Cuando el santuario se convirtió en parroquia, Terenzi fue su primer párroco. El 25 de mayo de 1942, Umberto Terenzi fundó la «Congregación de las Hijas de la Virgen del Divino Amor», y veinte años más tarde la asociación de Sacerdotes Oblatos de la Virgen del Divino Amor, que continuaría a cargo del cuidado del ícono.

### La liberación de Roma

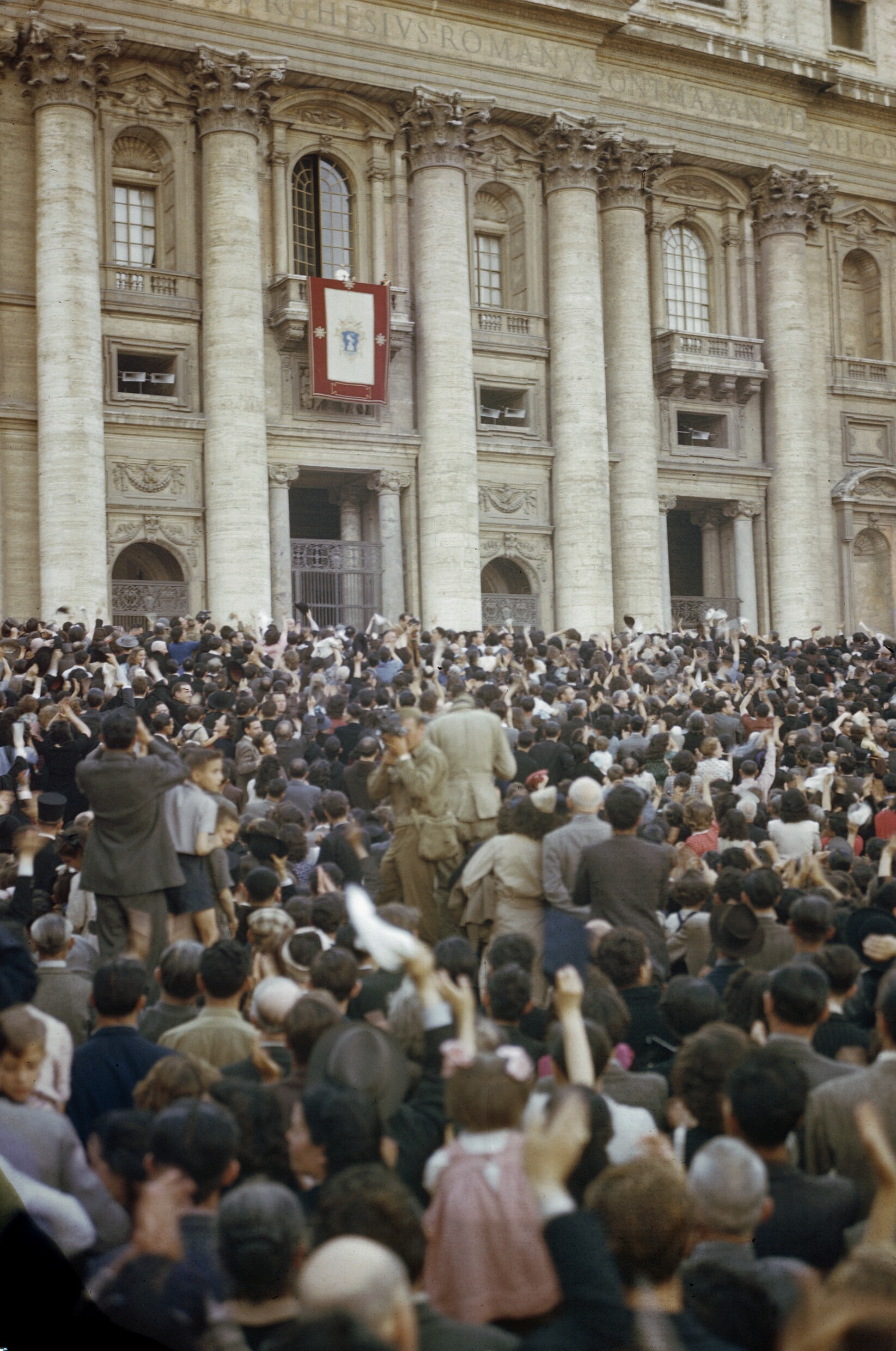
El papa Pío XII se dirige a la multitud reunida en la plaza de San Pedro el 5 de junio de 1944, en ocasión de la liberación de Roma. Seis días después, el pontífice dio a Nuestra Señora del Divino Amor el título de «Salvadora de la ciudad».

A principios de 1944, durante la Segunda Guerra Mundial, la ciudad de Roma estuvo en grave peligro de ser destruida por las acciones bélicas. El 22 de enero se inició la batalla de Anzio como parte de las operaciones militares estratégicas desarrolladas por las tropas norteamericanas e inglesas para recuperar Roma. El papa Pío XII ordenó que la imagen de la Madonna del Divino Amore ubicada en la modesta iglesia rural de Castel di Leva se trasladara a la pequeña iglesia de San Lorenzo en Lucina, en el centro de Roma. El 24 de enero se realizó un peregrinaje con el cuadro de la Virgen por varias iglesias de la ciudad hasta el centro de la ciudad. Pío XII multiplicó sus esfuerzos por conservar indemnes a la ciudad de Roma y a sus habitantes, elevando protestas a ambos bandos. La Santa Sede desplegó sus esfuerzos para que Roma no se convirtiera en un campo de batalla. Albert Kesselring recibió de Hitler la orden de intentar —a través de la Santa Sede— concertar con los aliados para mantener a Roma fuera de la zona de combate. A principios de junio de 1944, las procesiones que visitaban la imagen de la Madonna del Divino Amore para pedir la salvación de Roma e Italia eran tan multitudinarias que sobrepasaban la capacidad de la iglesia de san Lorenzo. Pío XII ordenó entonces que la imagen se trasladara nuevamente, esta vez a la iglesia de San Ignacio de Loyola, de mucho mayor tamaño. Sorpresivamente, los alemanes terminaron por retirarse de Roma entre los días 2 y 4 de junio casi sin ofrecer resistencia, en tanto que las tropas norteamericanas llegaron a los suburbios de Roma el 4 de junio, y al día siguiente por la mañana ocuparon la ciudad por completo. El día 4, el pontífice hizo un voto por escrito en nombre del pueblo romano pidiendo a la Virgen María que protegiera la ciudad de la destrucción; como ofrenda, construiría un nuevo santuario y realizaría una obra de caridad en su honor en Castel di Leva. El 11 de junio de 1944, el papa Pío XII visitó la iglesia para orar con los romanos, y le dio a Nuestra Señora del Divino Amor el título de «Salvadora de la ciudad [de Roma]».

Nosotros miramos hacia ti, Madre del Divino Amor, y esperamos de ti, de tu maternal intercesión, nuestra salvación... Guarda y protege a Roma.
Pío XII, 11 de junio de 1944

## El santuario
El santuario actual es nuevo: fue inaugurado por el papa Juan Pablo II el 4 de julio de 1999. El pontífice decidió incluir el santuario entre las siete iglesias de peregrinación en Roma y en el itinerario de peregrinación correspondiente al gran jubileo del año 2000.
Detrás de la capilla, una escalera conduce a la torre donde según el relato se habría producido el milagro en 1740.

## Descripción de la imagen

### María con el niño Jesús

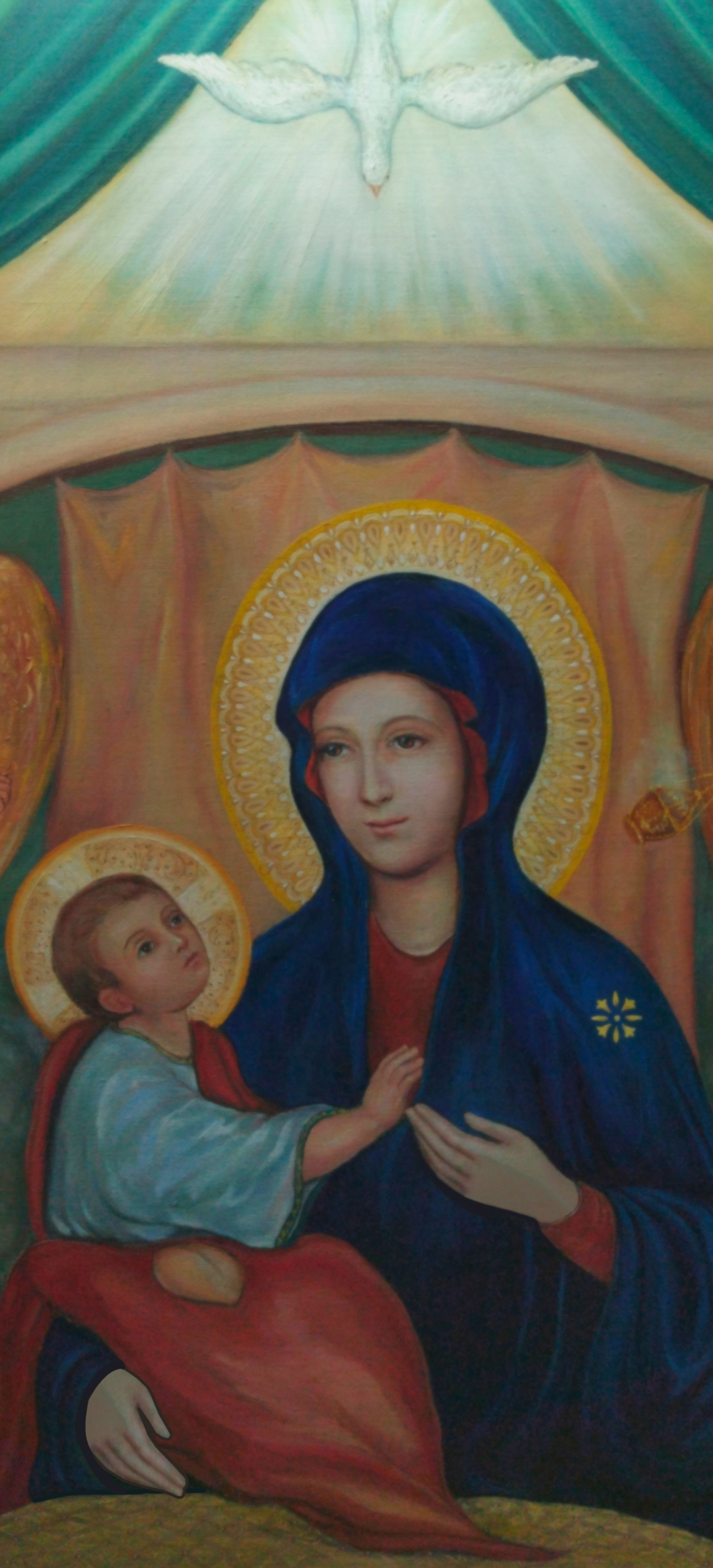
Vista de la Imagen de la Virgen María en medio de los ángeles y la paloma que simboliza el Espíritu Santo.

La pintura representa a la Virgen María con el niño Jesús en brazos.
La Virgen María se muestra en actitud de intercesión: simboliza, en palabras de san Juan Bosco, que “Cuando María ruega, todo se cumple y nada se niega”.
Tiene al niño Jesús sostenido con el brazo derecho y con la mano izquierda lo señala como fuente de Salvación (este tipo de imagen iconográfica se llama odighitria).
El niño Jesús está en actitud de bendecir con la mano derecha y con la izquierda sostiene un Birote que representa la sagrada Eucaristía.

### Los ángeles

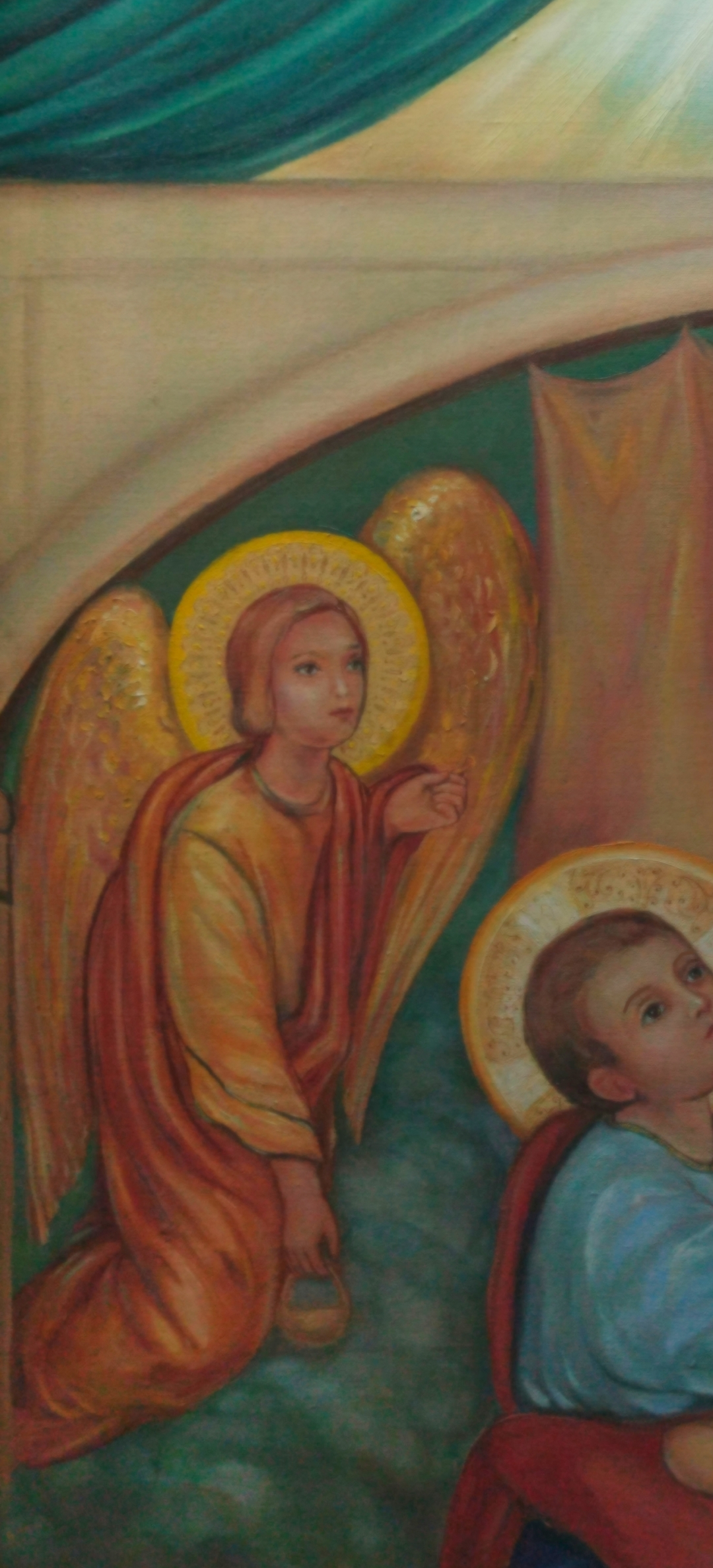
Ángel derramando agua bendita como símbolo de la devoción y purificación propia del tiempo de pascua.

Los ángeles a su lado representan la veneración.
El ángel de la derecha reza con devoción y realiza la aspersión con agua sosteniendo un hisopo con su mano derecha y el acetre con su mano izquierda, simbolizando las bendiciones de Dios que se obtienen por la intercesión de María, mientras que el de la izquierda realiza la labor de incensario sosteniendo las cadenas del turibulo con la mano derecha, tarea que simboliza el recogimiento y que constituye una invitación a la oración sincera a Dios.

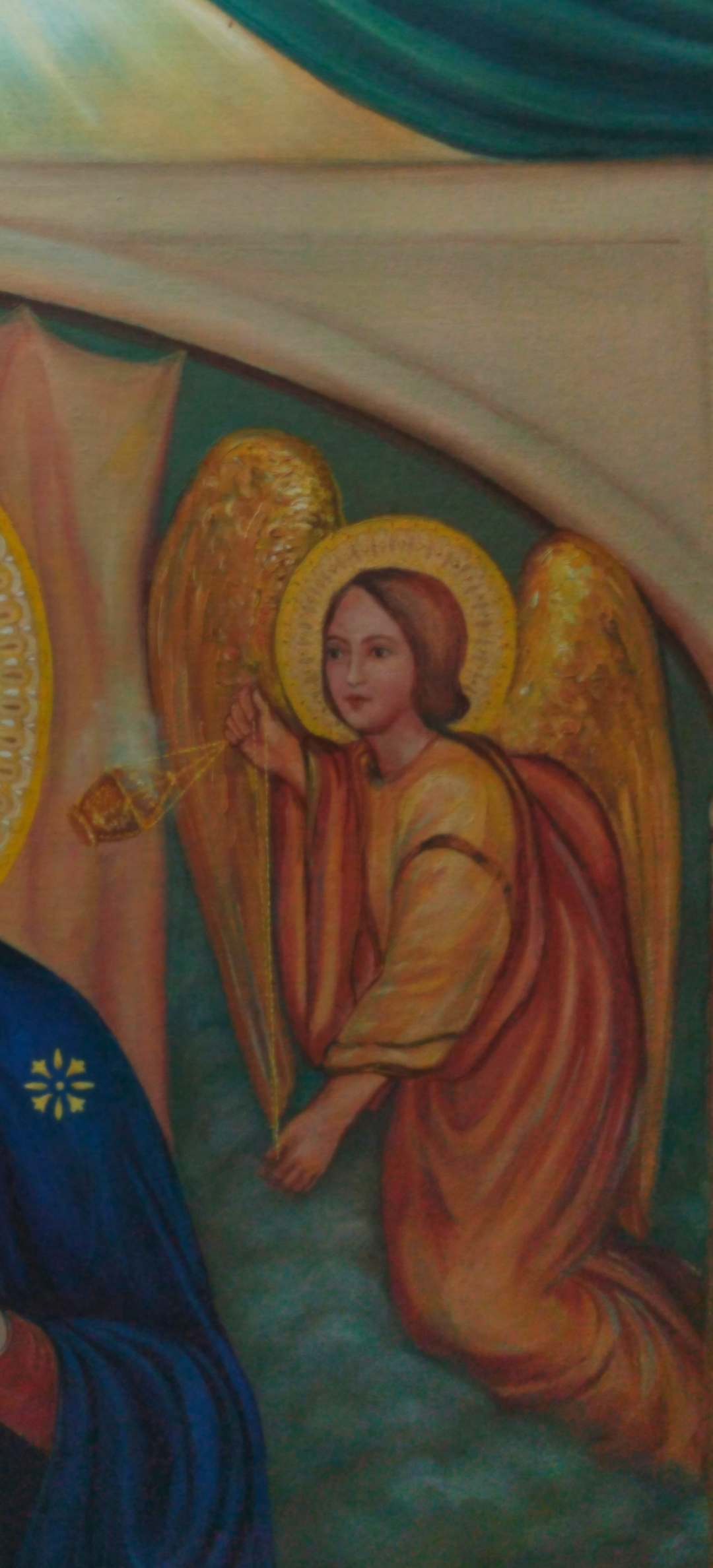
Ángel realizando una incensación.

### La cortina y el arco
La cortina ubicada detrás de la Virgen indica la presencia Dios, según lo incida un texto bíblico: “Cuelga la cortina debajo de los ganchos, y lleva allí el Arca de la Alianza, detrás de la cortina, de modo que la cortina te sirva de división entre el Lugar Santo y el Lugar Santísimo” (Éxodo 26, 33-34).
Las nubes representan la gloria de Dios que cubre a María, a quien se considera en esta representación como templo de Dios. “Tan lleno de su gloria estaba el templo, que los sacerdotes no podían entrar en él” (2 Crónicas 7, 2-3).

### El Espíritu Santo

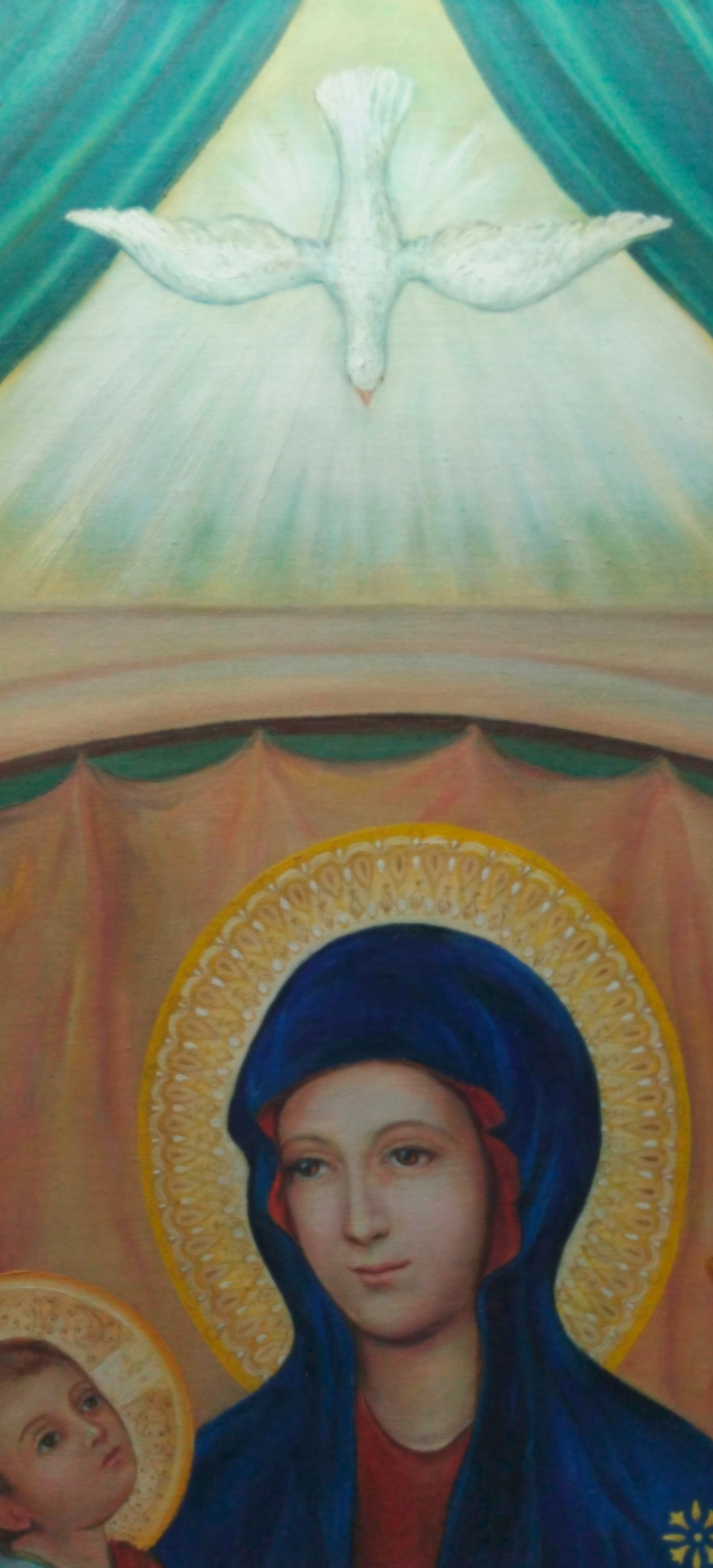
Imagen del Espíritu Santo descendiente sobre la Virgen María.

La paloma simboliza al Espíritu Santo: “Y el Espíritu Santo descendió sobre El en forma corporal, como una paloma, y vino una voz del cielo, que decía: 'Tú eres mi Hijo amado, en ti me he complacido'” (Lucas 3, 22-23). 
El color verde de las cortinas que se abren para que descienda el Espíritu Santo representan la esperanza. 
Según el Evangelio de Lucas, el Espíritu Santo descendió sobre la Virgen María: “El Espíritu Santo descenderá sobre ti, y el poder del Altísimo te cubrirá con su sombra” (Lucas 1, 35-36).

## Copias de la imagen en otros lugares
- En México existe una imagen fiel a la original de Nuestra Señora del Divino Amor, obra de la artista Ana María Castañeda, junto con la imagen que está en el sagrario. Se venera en la Parroquia de Nuestra Señora del Divino Amor ubicada en calle de la Pasarela y avenida de la Góndola, valle del Álamo, Guadalajara.